# Moțca
Moțca is een Roemeense gemeente in het district Iași.
Moțca telt 5185 inwoners.